# Aubange
Aubange (luxemburgisch Éibeng; deutsch Ibingen; wallonisch Åbindje) ist eine belgische Gemeinde im Arrondissement Arlon der Provinz Luxemburg.
Sie liegt in der Nähe des Dreiländerecks der Länder Belgien, Luxemburg und Frankreich. Der französische Nachbarort ist Mont-Saint-Martin, der luxemburgische Petingen.

## Gemeinde Aubange
Die heutige Gemeinde Aubange wurde im Zuge der Belgischen Gemeindereform zum 1. Januar 1977 gebildet. Die bisher selbständigen Nachbargemeinden Athus, Halanzy und Rachecourt wurden mit Aubange zusammengelegt, die Gemeinde besteht seitdem aus den genannten 4 Ortsteilen. Insgesamt gehören zur Gemeinde Aubange die folgenden 8 Ortschaften:
| amtlicher Name (französisch) | wallonischer Name | luxemburgischer Name | deutscher Name    |
| ---------------------------- | ----------------- | -------------------- | ----------------- |
| Aix-sur-Cloie                | Yache-so-Cloye    | Èsch op der Hurt     | Esch auf der Hurt |
| Athus                        | Atu               | Attem                | Athem             |
| Aubange                      | Åbindje           | Éibeng               | Ibingen           |
| Battincourt                  | -                 | Beetem               | Bettenhofen       |
| Guerlange                    | -                 | Gierléng             | Gerlingen         |
| Halanzy                      | Halazi            | Hueldang             | Holdingen         |
| Noedelange                   | -                 | Néidleng             | Niedlingen        |
| Rachecourt                   | Ratchcou          | Réiseg               | Rösig             |

## Verkehr

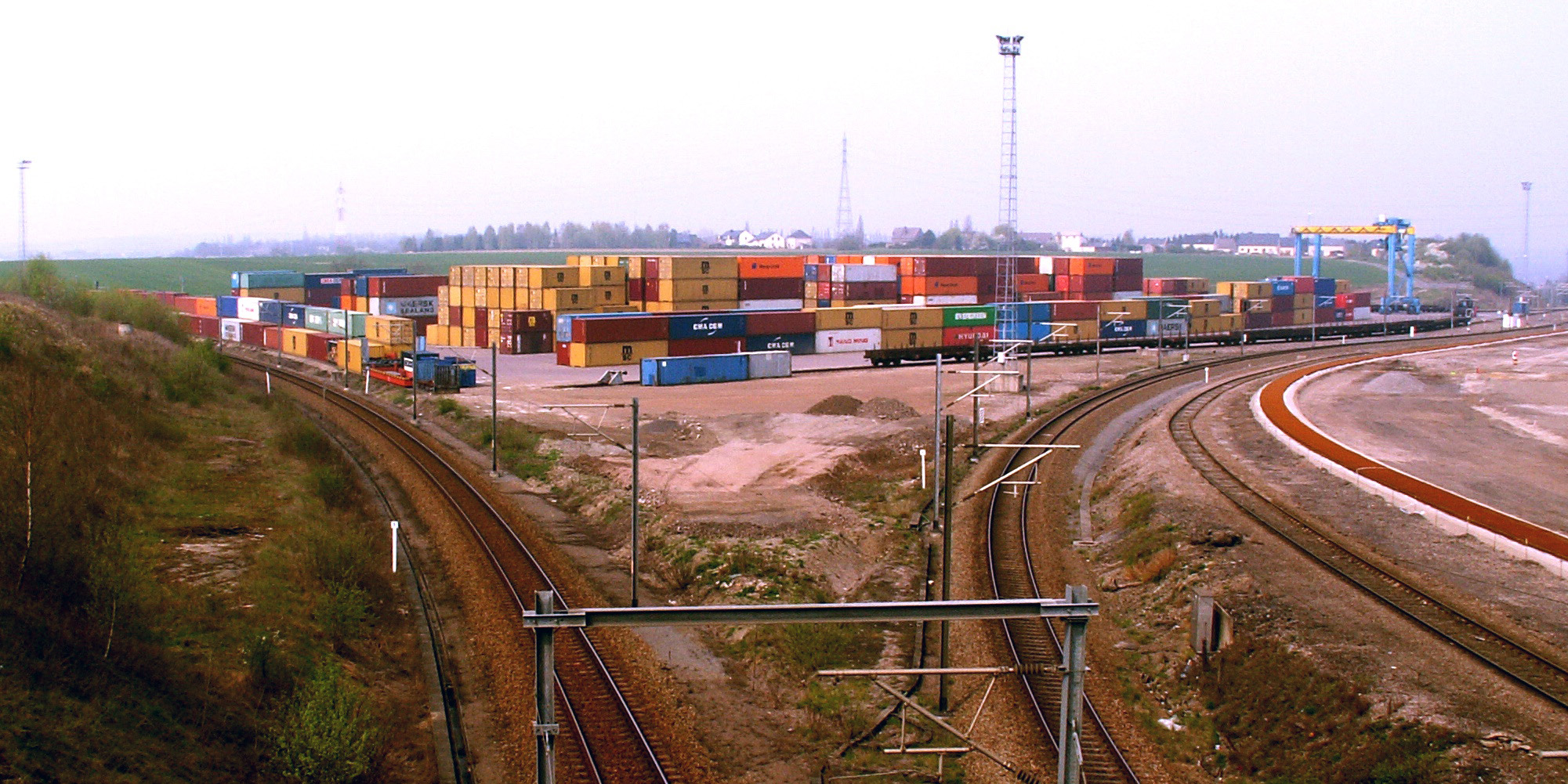
Athus Containerterminal

Die Gemeinde besitzt einen Bahnhof an der Bahnstrecke Athus–Libramont und unterhält den Trockenhafen von Athus.

## Söhne und Töchter der Gemeinde
- Joseph-Adolphe Alzinger (1899–1978), belgischer römisch-katholischer Geistlicher und Schriftsteller
- Camille Schmit (1908–1976), Komponist, Organist und Musikpädagoge
- Robert-Joseph Mathen (1916–1997), belgischer Bischof
- Hubert Juin (Pseudonym von Hubert Loescher, 1926–1987), wallonisch-belgischer Schriftsteller, Lyriker, Essayist und Literaturkritiker
- Guy Blaise (* 1980), belgisch-luxemburgischer Fußballspieler